# Монголски нашествия в Сирия
Монголските нашествия в Сирия са мащабни военни операции с цел да бъдат завладени Египет и Сирия, част от монголските нашествия.
Започвайки през 1240 г., войските на Монголската империя успяват да извършат няколко нашествия в Сирия. Макар че повечето от тях са неуспешни, те имат големи успехи през 1260 г. и 1300 г., когато успяват да завладеят Халеб и Дамаск и да унищожат Аюбидската династия. Всеки път монголците са принуждавани да се оттеглят за месеци от други сили в района, най-вече от египетските мамелюци. От 1260 г. военните действия се наричат Мамелюкско-илханидска война.

## Предистория
Малък отряд от монголци под водачеството на Бачу извършва набези в Сирия през 1243 г., но не успява да постигне значителен успех. Въпреки това, Аюбидите и местните военачалници са уплашени от неговото напредване, макар че армията на Бачу понася загуби от горещината и е малка по численост. По-сериозното предизвикателство започва през 1250 г. Хулагу хан, внук на Чингиз Хан основава Илханата – югозападна държава в състава на Монголската империя. Под командването на своя по-голям брат, Великия Хан Монгке, през 1255 г. Хулагу започва по-нататъшно разширяване на империята към Близкия изток. Неговите сили покоряват множество народи по пътя, най-важен сред които центъра на Ислямската империя, Багдад, който бива напълно разрушен през 1258, довеждайки до унищожението на Абасидския халифат. От там монголските сили продължават към Сирия.

## Нашествие през 1260 г.
През 1260 г. Египет е под контрола на Мамелюкската династия Бахри, докато по-голямата част от Леванта (без кръстоносните държави) е все още под контрола на Айюбидските принцове. Монголците от своя страна са обединили силите си с тези на християнските си васали в региона: грузинците; армията на Киликийска Армения, под командването на Хетум I; и франките на Боемунд IV Антиохийски. Обединените сили превземат Халеб, а по-късно, на 1 март 1260 г., под командването на монголския християнски генерал Китбука, и Дамаск. Последният Айюбидски владетел, Ан-Насир Юсуф, е заловен от монголците край Газа през същата година. Въпреки това, Хулагу му обещава, че ще го направи свой управител в Сирия. С покоряването на ислямските центрове Багдад и Дамаск, държавата на мамелюците и Кайро стават главен център на исляма.
Намерението на Хулагу в този момент е да продължи на юг, през Палестина към Египет, за да атакува мамелюците. Монгке хан умира през 1259, което изисква Хулагу да се завърне в Каракорум и да участва в избирането на следващия Велик хан. Хулагу тръгва с по-голямата част от силите си, оставяйки само около 10 000 конници в Сирия под командването на Китбука. Част от силите на Китбука извършва набези на юг, достигайки дори до Газа, където е оставен монголски гарнизон от 1000 души.
Мамелюците решават да се възползват от отслабеното състояние на монголските сили, и се договарят на пасивен съюз с останките на кръстоносните сили в Акра, за да могат да се придвижат на север и по-късно да срещнат монголците в решаващата битка при Айн Джалут през септември 1260 г. Мамелюците успяват да постигнат решителна победа, а Китбука е екзекутиран, като битката е запомнена като първото най-голямо противопоставяне срещу монголците. След предишни поражения те са се завръщали и са отмъщавали, но след поражението при Айн Джалут те не го правят. Границата на Монголския илкханат остава отвъд Река Тигър през управлението на династията на Хулагу. Султан Ал-Насир и неговия брат са екзекутирани, след като Хулагу разбира за загубата на Китбука при Айн Джалут.
През декември 1260 г. Хулагу изпраща 6000 войници обратно в Сирия, но те са победени в Първата Битка при Хомс.

## Абасидски халифат в Кайро и въстанието в Мосул
След падането на Багдад през 1258 г., някои от абасидските принцове бягат към Сирия и Египет. Там Абасидите все още успяват да поддържат минимална власт, свързана само с религията под управлението на мамелюците. Но тяхната власт е ограничена, а те стават пионки на мамелюкския султан. Първият от халифите на Кайро, Ал-Мустансир II е изпратен в Ирак от Байбарс. Армиите на халифа са подсилени със сирийски войски и бедуини. Въпреки това, той е напълно разбит от монголския авангард в Южен Ирак през 1262. Синовете на монголския васал и владетел на Мосул Бадр ал-Дин, съюзени с мамелюците, въстават срещу управлението на Хулагу. Това води до унищожаване на града и монголците накрая потушават въстанието през 1265.

## Нашествие през 1271 г.
Второто монголско нашествие се състои през октомври 1271 г., когато 10 000-на монголска и селджукска войска се придвижва на юг от Рум и превзема Халеб, но въпреки това се оттегля отвъд Ефрат, когато разбира, че мамелюкският лидер Байбарс напредва към тях от Египет.

## Съюз между мамелюците и Златната орда
Монголско-мамелюкският съюз е сключен през втората половина на 13 век, между мамелюкската династия в Египет и монголците на Златната орда. Този съюз е важен, както от търговска гледна точка, така и от военна, като служи като противодействие на съюза, сключен между монголците от Илкханата и франките. Мамелюкски Египет е най-дългогодишния търговски партньор и съюзник на Златната орда в Средиземноморието. Берке, ханъ на Кипчак, сключва съюз с мамелюкския султан Байбарс още през 1261 г.
Владетелите на Златната орда заплашват Илханата, че ще запазят техните претенции към Грузия и Азербайджан, заради гражданската война избухнала в Монголската империя. Тези множество съюзи бяха организирани от една страна от оста Север-Юг включваща Монголската Златна орда, Египетските мамелюци и генуезците и от друга оста Изток-Запад включваща монголския Илханат, арменците и франките. Византийската империя е съюзник и с двете сили.

## Конфликт между Златната Орда и Илханата
Между двете западни Монголски държави започва да настъпва съперничество което по-късно прераства в териториален спор. След Монголското нашествие в Централна Азия, Монголския хан Чингиз Хан приписва някои от териториите на юг от Кавказ на неговия първороден син Джучи, основателя на Златната Орда: по-точно Грузия и Велики Селджук. Илханаският владетел Хулагу обаче завладява тези територии през 1256 и си ги присвоява. Той също така установява своята столица в центъра на тези оспорвани територии в Марага.
Това довежда до задълбочаващ се конфликт между двете монголски сили, който продължава до 14 век. Конфликтът достига своя предел под управлението на Берке, който не може да понесе това посегателство върху своето наследство.

## Етнически различия
Мамелюкските владетели на Египет са в действителност бивши роби, купени от територията Кипчак в Южна Русия, сега важна част на монголската Златна орда. Това помага за силната културна ориентация между големи части от монголската орда и управляващия елит на Египет. Също така тюркските поданици на Берке говорят същия тюркски език като мамелюците.

## Религиозни различия
Златната Орда приема исляма като официална религия по времето на Берке, и скоро започва да изпитват солидарност към Ислямските области на юг. От друга страна Илханатът подкрепя християнството и не приема Исляма до самия край на 13 век.

## Сближаване между Мамелюците и Златната Орда
Златната Орда влиза в защитен съюз с мамелюците в Египет. Договорът се състои в това, че всяка страна ще се притече на помощ на другата в случай на нападение от страна на Илханата.
Това споразумение ефективно принуждава Илханата да се бие на два фронта всеки път, когато се опита да нахлуе в Леванта, така че те никога не успяват да използват всичките си сили за нашествие. Обикновено владетелят започва кампания в Сирия, само за да бъде принуден да повика войската си обратно в рамките на няколко месеца, защото е атакуван от Златната Орда от север. Също така, голяма част от грузинските войски под командването на монголците, до последния човек се разполагат на северната грузинска граница, за да се предпазят от нашествията на Златната Орда.
През 1277, Байбарс напада селджукския султанат на Рум, дотогава управляван от монголците. Той побеждава монголската армия в Битката при Елбистан, превземайки град Кайсери, но е неспособен да задържи своите завоевания в Анадола и бързо се оттегля в Сирия. Възползвайки се от общата бъркотия, Мехмед Бей превзема Икониум на 12 май и поставя на трона претендент наречен Джимри, който има претенции, че е син на селджукския султан Кайкаус. След оттеглянето на Байбарс, Абака потушава въстанието на Караманидите, а Мехмед е екзекутиран с някои от своите братя. Но мамелюците никога не спират техните катастрофални набези върху Киликийска Армения.

## Търговски отношения
Мамелюците са силно зависими от външната търговия за оборудване на войската си. Мамелюкската армия е съставена от роби, доставяни от региона Кипчак в Златната Орда, и следователно зависят от монголската добра воля в тези региони. Различни стратегически материали като желязо и дървесина също са внасяни от територията на Златната Орда. Мамелюкският съюз със Златната Орда е от съществено значение за внасянето на тези стоки:
| „                                          | „На египтяните им липсват желязо, дървесина, катран и роби за да подсилят армията си, и нямаше да имат нито едно, ако не бяха донасяни от други страни“ | “ |
| Hayton, „La Fleur des Histoires d'Orient“. | |   |

Тези доставки преминават през Константинопол, като се използва морски маршрут, напълно контролиран от Византия. Поради тази причина византийските императори (Михаил VIII Палеолог и по-късно неговия син Андроник II Палеолог) имат добри връзки и с монголците и с мамелюците, и формират съюзи с тях.

## Нашествие през 1281
Третото голямо нашествие се състои през 1281 под управлението на Абака Хан. Преминавайки Ефрат и превземайки Халеб, монголците успяват да достигнат на юг чак до Хомс с 80 000 души, преди да бъдат изтласкани обратно към Ефрат след Втората Битка при Хомс.
Оттогава няма сериозен сблъсък между мамелюците и монголците, но все пак наследниците на Абака все още застрашават султаните. Обаче, Текудер (1282 – 1284) изпраща приятелско писмо с желание за мир, но посланиците му са задържани от мамелюците. Неговото приемане на исляма и добрите връзки с мамелюците не изглеждало добре за монголските благородници и Текудер бил екзекутиран. Великият Хан Кубилай (1260 – 94) заповядва на Аргон (1248 – 91) да завоюва Египет и Сирия, но Илханидите не правят повече от няколко конфликта по границата.

## Мамелюкско-Илханидска война: 1299 – 1303
През късната 1299, монголският хан на Персия, Махмуд Газан преминава Ефрат със своята армия и отново напада Сирия, продължавайки на юг, достигайки северно от Хомс. Монголците успешно превземат Халеб, и там към силите на Газан се присъединяват силите на Киликийска Армения.
Мамелюкската войска, изпратена от Дамаск, среща монголската армия северно от Хомс. Монголците наброяват 60 000, с около 40 000 грузински и арменски подкрепления. Египетските мамелюци разполагат с много по-малка армия от около 20 000 – 30 000 души и са разбити в Битката при Уади ал-Казандар. При своето отстъпление мамелюкската армия е тормозена от маронитски и друзки стрелци, които искат независимост от мамелюците. Една група монголци също се отделя от армията на Газан, и преследва отстъпващите мамелюкски сили чак до Газа, изтласквайки ги към Египет.
По-голямата част от армията на Газан продължава към Дамаск. Повечето от населението на Дамаск след разпространението на слуха за приближаващите Монголски армии напуска града и бяга към Египет, а губернатора на града се укрепва в цитаделата на града. Монголците обсаждат града за десет дни, който се предава някъде между 30 декември 1299 и 6 януари 1300, макар че цитаделата се противопоставя. Газан оттегля по-голямата част от армията си през февруари. Причината най-вероятно е или нападението на Чагатайските монголци върху тяхната източна граница, или нуждата да се отстъпи към места, където има по-добри пасбища за конете. Мамелюците тогава разбират, че наличието на пасбища е едно от най-важните неща за монголците и започват да горят всички зелени площи с цел да премахнат този ресурс.
Също през ранната 1300, двама франкски владетели, Гай от Ибелин и Джийн II де Гиблет се придвижват с армиите си от Кипър, в отговор на призива на Газан, и установяват база в замъка Нефин в Джубейла (Библос) на сирийския бряг с намерение да се присъединят към него, но Газан вече се е оттеглил. Те също обсаждат новия град Триполи, но без успех и се завръщат в Кипър.
Междувременно останалите сили на монголците, около 10 000 конници под командването на монголския генерал Мулай, управляват Сирия за около 3 месеца, и извършват набези на юг чак до Йерусалим и Газа. Но тази малка сила е принудена да отстъпи през май 1300 при завръщането на мамелюците.
Газан обещава да се върне през зимата на 1300 – 1301, за да атакува Египет.
След като се справя с Чагатайското нашествие, Газан Хан се връща в Сирия в края на 1300 и преминава Ефрат между 14 декември 1300 и 1 ноември 1301. Паника настава в Дамаск след слуховете за появилата се отново заплаха, още повече че главната Мамелюкска армия се е оттеглила към Египет, без изобщо да се е била с Монголците. Малка част от армията на Монголците обаче е разбита близо до Халеб от гарнизона при поста Хамат. Това отново връща реда в Дамаск, а губернатора нарежда да се изпрати по-голяма защитна армия от Египет. Но Монголците са се били оттеглили предварително от Сирия поради смъртта на членове от семейството на Газан Хан.

## Нашествие през 1303
Армиите на Илкханата отново навлизат в Сирия през 1303, придвижвайки се необезпокоявани на юг през Левант докато достигат Дамаск. Обаче край града са разбити в Битката при Мардж ал-Сафар. Тази военна операция е последното голямо Монголско нашествие в Сирия.

## Обсади на Факбат и Рахиба 1312 – 1313
Под управлението на Хан Олджейту монголците неуспешно обсаждат крепостите Факбат и Рахиба. Разбирайки че Едуард II от Англия и другите Западни сили са неспособни да му помогнат, Олджейту изпраща армията си към династията Бахри през 1312. Монголците със Селждукски подкрепления прекосяват Ефрат и обсаждат Факбат за кратко. Но се предават след едно-месечна обсада и се връщат в Илкханата. Не след дълго те отново преминават Ефрат за да обсадят друго важно укрепление – Рахиба следващата година. Но скоро отстъпват за да се предпазят от жегите.

## Мирен договор в Халеб
Мирният договор в Халеб е споразумение сключено между Персийския Илкханат и Мамелюците в Египет. Ратифициран е през 1323.
Монголският илкханат е във война с мамелюците, откакто е образуван в средата на 13 век. Илкханатът е завладявал Сирия многократно (Монголските нашествия в Сирия, но макар че са имали успехи успяват да задържат територията за не повече от няколко месеца, и след това обичайно отстъпват към Персия).
Изхождайки от загубата на монголския владетел Газан и прогресивното преобразуване на Илкханата към Исляма, монголците накрая подписват мирния договор в Халеб с Мамелюците през 1332, под управлението на Абу Са’ид който следвал съвета на неговия пазител Чупан.
Първите контакти за създаване на договор са били извършени от търговеца на роби Ал-Мажд Ал-Салами, с разменяне на писма от различни посолства.
През последвалия мир, Илкханта започва да се разделя и разпада от 1335 в продължение на 14 век.